# Campeonato Mundial de Remo de 1976
El VI Campeonato Mundial de Remo se celebró en Villach (Austria) entre el 10 y el 14 de agosto de 1976 bajo la organización de la Federación Internacional de Sociedades de Remo (FISA) y la Federación Austríaca de Remo.
Las competiciones se realizaron en el canal de remo del lago Ossiach, ubicado al nordeste de la ciudad austríaca. Sólo se compitió en las categorías no olímpicas.

## Medallistas

### Masculino
| Evento                         | Oro | Plata | Bronce |
| ------------------------------ | --- | --- | --- |
| Scull individual ligero LM1X   | Raimund Haberl · Austria · | Morten Espersen Dinamarca | Roland Weill Francia |
| Cuatro sin timonel ligero LM4- | Francis Pelegri André Coupat Michel Picard André Picard Francia                                                                                 | Pål Børnick · Olaf Solberg · Per Arne Steen · Edd Hillstad · Noruega ·                                                                      | Djon Andersen Bent Fransson Aage Hansen Torben Hansen Dinamarca                                                                      |
| Ocho con timonel ligero LM8+   | Peter Werner Hans-Ludwig Zimmer Hans-Josef Büsken Jürgen Nentwig Lutz Neubert Dieter Meschede Peter Huck Bernd Nehmer Helmut Sassenbach (t) RFA | Graeme Hall Nigel Read Christopher Drury Colin Cusack Stewart Fraser Mark Harris Brian Fentiman Doug Carpenter Henry Wheare (t) Reino Unido | Bruce Stone Andrew Washburn Craig Drake Thomas Cook John Dunn Ralph Nauman Scott Roop Sean Colgan Joseph O'Connor (t) Estados Unidos |

## Medallero
| Núm. | País           | Oro | Plata | Bronce | Total |
| ---- | -------------- | --- | ----- | ------ | ----- |
| 1    | Francia        | 1   | 0     | 1      | 2     |
| 2    | RFA            | 1   | 0     | 0      | 1     |
| 2    | Austria        | 1   | 0     | 0      | 1     |
| 4    | Dinamarca      | 0   | 1     | 1      | 2     |
| 5    | Noruega        | 0   | 1     | 0      | 1     |
| 5    | Reino Unido    | 0   | 1     | 0      | 1     |
| 7    | Estados Unidos | 0   | 0     | 1      | 1     |
|      | TOTAL          | 3   | 3     | 3      | 9     |